# Tercera División de España 1991-92
La temporada 1991-92 de la Tercera División de España de fútbol fue la cuarta categoría de las Ligas de fútbol de España durante esta campaña, por debajo de la Segunda División B y por encima de las Divisiones regionales. Comenzó el 1 de septiembre de 1991 y finalizó el 28 de junio de 1992 con la promoción de ascenso. 
Para la siguiente temporada se unificaron el Grupo VI-Norte y el Grupo VI-Sur en uno único: el Grupo VI. Tanto en esta temporada como en la posterior, estos conjuntos abarcaron el área de la Comunidad Valenciana.

## Promoción de ascenso a Segunda División B

### Equipos participantes
Los equipos participantes de la promoción de ascenso a Segunda División B de la temporada 1991-92 fueron los 4 primeros clasificados de cada grupo, los cuales se exponen en la siguiente tabla:
Se indican en negrita los equipos que consiguieron el ascenso.
| Grupo I                | Grupo II                    | Grupo III                | Grupo IV                 | Grupo V            |
| ---------------------- | --------------------------- | ------------------------ | ------------------------ | ------------------ |
| 1º Racing C. de Ferrol | 1º C.D. Lealtad             | 1º U.M. Escobedo         | 1º Real Unión C. de Irún | 1º U.D.A. Gramenet |
| 2º C. Celta Turista    | 2º Caudal Deportivo         | 2º Marina de Cudeyo C.F. | 2º S.D. Beasain          | 2º C.F. Balaguer   |
| 3º C.D. Carballino     | 3º U.P. Langreo             | 3º C.D. Laredo           | 3º C.D. Elgoibar         | 3º C.D. Júpiter    |
| 4º Bergantiños F.C.    | 4º C. Hispano de Castrillón | 4º C.D. Comillas         | 4º S.D. Amorebieta       | 4º C.D. Premiá     |

| Grupo VI·Norte       | Grupo VI·Sur     | Grupo VII                | Grupo VIII               | Grupo IX                 |
| -------------------- | ---------------- | ------------------------ | ------------------------ | ------------------------ |
| 1º Valencia C.F. "B" | 1º C.D. Eldense  | 1º Real Madrid C. F. "C" | 1º C. Atlético Bembibre  | 1º Vélez C.F.            |
| 2º C.F. Llíria       | 2º U.D. Horadada | 2º Aranjuez C.F.         | 2º Atlético Astorga F.C. | 2º Atlético Macael C.F.  |
|                      |                  | 3º C.D. Móstoles         | 3º Zamora C.F.           | 3º Iliturgi C.F.         |
|                      |                  | 4º R.S.D. Alcalá         | 4º C. Cultural de León   | 4º C. Atlético Malagueño |

| Grupo X             | Grupo XI                  | Grupo XII              | Grupo XIII        | Grupo XIV          |
| ------------------- | ------------------------- | ---------------------- | ----------------- | ------------------ |
| 1º Sevilla F.C. "B" | 1º S.D. Ibiza             | 1º U.D. Las Palmas "B" | 1º C.D. Beniel    | 1º U.P. Plasencia  |
| 2º Écija Bpié.      | 2º C.D. Manacor           | 2º C.D. Mensajero      | 2º Águilas C.F.   | 2º C.P. Cacereño   |
| 3º C.D. San Roque   | 3º C.D. Atlético Baleares | 3º U.D. Orotava        | 3º Imperial C.F.  | 3º Moralo C.P.     |
| 4º Algeciras C.F.   | 4º Mallorca Atlético      | 4º U.D. Gáldar         | 4º C.F. Santomera | 4º C.D. Don Benito |

| Grupo XV           | Grupo XVI             | Grupo XVII                    |
| ------------------ | --------------------- | ----------------------------- |
| 1º C.D. Calahorra  | 1º C. Endesa Andorra  | 1º C.D. Toledo                |
| 2º C.D. Izarra     | 2º U. D. Barbastro    | 2º U.B. Conquense             |
| 3º C.A. Artajonés  | 3º Utebo F.C.         | 3º Talavera C.F.              |
| 4º Peña Sport F.C. | 4º Hernán Cortés C.F. | 4º C.F. Gimnástico de Alcázar |

### Equipos ascendidos
Los siguientes equipos ascendieron a Segunda División B:
| Grupo I - Racing C. de Ferrol - C. Celta Turista Grupo II - No ascendió ningún equipo de este grupo Grupo III - No ascendió ningún equipo de este grupo Grupo IV - S.D. Beasain - C.D. Elgoibar Grupo V - No ascendió ningún equipo de este grupo Grupo VI·Norte - Valencia C.F. "B" - C.F. Llíria | Grupo VI·Sur - U.D. Horadada Grupo VII - Aranjuez C.F. - R.S.D. Alcalá Grupo VIII - No ascendió ningún equipo de este grupo Grupo IX - No ascendió ningún equipo de este grupo Grupo X - Sevilla F.C. "B" - Écija Bpié. - C.D. San Roque Grupo XI - S.D. Ibiza | Grupo XII - C.D. Mensajero Grupo XIII - No ascendió ningún equipo de este grupo Grupo XIV - No ascendió ningún equipo de este grupo Grupo XV - C.D. Izarra Grupo XVI - C. Endesa Andorra Grupo XVII - C.D. Toledo |